# Loumbou
Loumbou est un village du Cameroun situé dans le département du Haut-Nyong et la région de l'Est, sur la route qui relie Doumé à Bertoua, au carrefour vers Grand Pol, et Nguelebok dans le département voisin de la Kadey. Il fait partie de la commune de Doumé.

## Population
En 1965-1966, la localité comptait 469 habitants, principalement des Akpwakoum. Lors du recensement de 2005 on y dénombrait 514 personnes.
Elle possède un poste agricole et une école.